# Ratusz w Działdowie
Ratusz w Działdowie – barokowy budynek w centrum miasta Działdowo, na środku Placu Mickiewicza, wybudowany w 1796 na miejscu poprzedniego gotyckiego ratusza, który od XIV wieku stanowił siedzibę władz miejskich.
W 1576 roku stała na jego miejscu budowla z muru pruskiego, do której boków przylegały kupieckie kramy. Podczas najazdu tatarskiego siedziba władz została całkowicie zniszczona, a zachowały się tylko podziemia. Król pruski przekazał miastu drewno budowlane na nowy ratusz, jednak przedsięwzięcie nie doszło do skutku, gdyż budulec został rozkradziony.
Nowy ratusz został wzniesiony dopiero w 1733 roku według projektu budowniczego Landmanna. Obecnie stojąca budowla pochodzi jednak z 1796 roku, po uszkodzeniach z I wojny światowej odbudowano ją w 1922 roku.
Do XVIII-wiecznej zabudowy dodano wówczas nowe, neorenesansowe szczyty, wejście od strony ul. Władysława Jagiełły z balkonem i dwoma kolumnami oraz wieżę, którą zniszczono w czasie wojny. Zamieszczony na niej zegar pochodzi z Gdańskiej pracowni.
Pod budynkiem znajduje się pięć średniowiecznych piwnic, które zachowały się do dziś, lecz są niedostępne. Na piętrze zachował się ozdobny piec kaflowy, a nad wejściem odlany z brązu herb miasta Działdowo.
Obecnie, każdego dnia o godzinie 11:55, z wieży ratusza grany jest hejnał miasta skomponowany przez Danutę Czeczot.
W 2011 roku rozpoczęła się adaptacja budynku na Interaktywne Muzeum Państwa Krzyżackiego. 13 sierpnia 2013 uroczystego otwarcia dokonał m.in. ówczesny Wielki Mistrz Zakonu Bruno Platter. W muzeum znalazły miejsce interaktywne ekspozycje dotyczące powstania i rozwoju państwa krzyżackiego, bitwy pod Grunwaldem oraz ówczesnej techniki wojskowej. W technologii 3D obejrzeć można również bitwy stoczone przez Krzyżaków. Ekspozycja muzealna obejmuje pieczęcie, fragmenty broni, monety, zbroje, przedmioty codziennego użytku, ubiory i makiety zamków.